# Ekkehard Gries

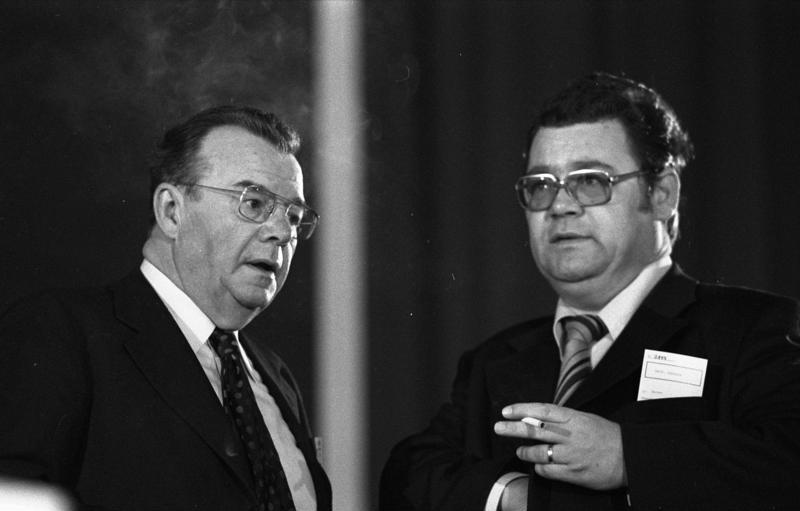
Heinz-Herbert Karry und Ekkehard Gries 1976 in Frankfurt am Main

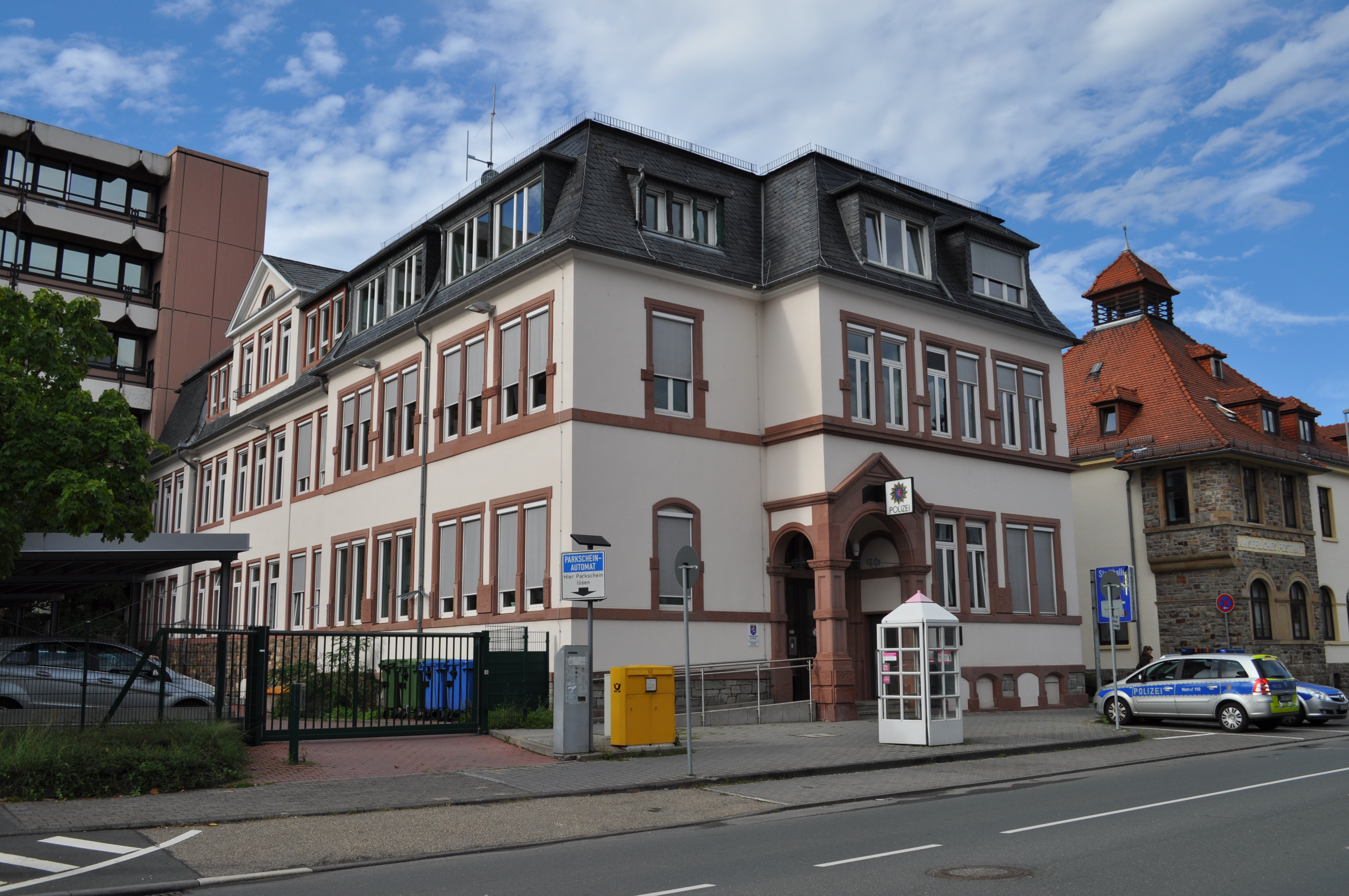
Ekkehard Gries-Haus in Oberursel

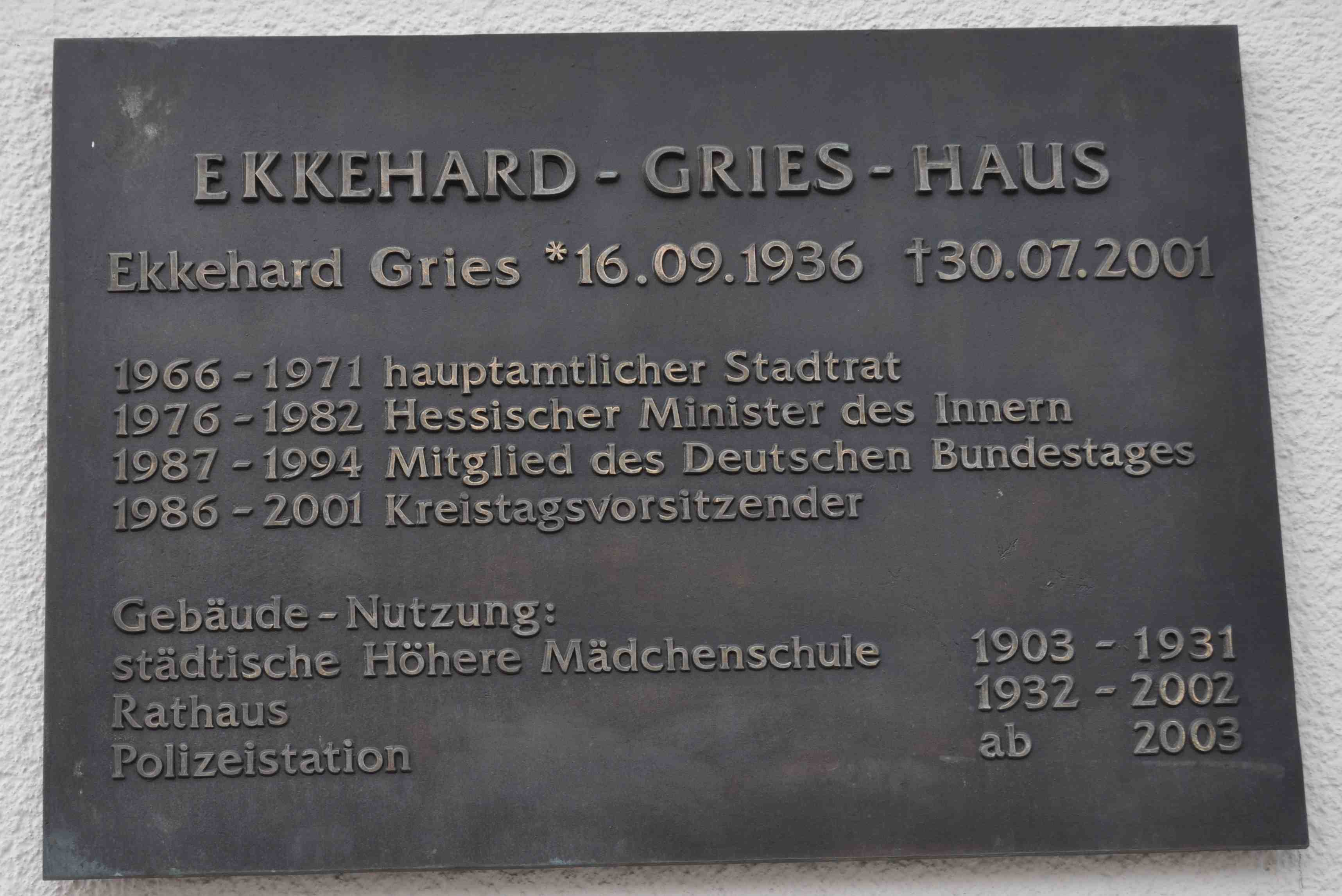
Gedenktafel am Ekkehard Gries-Haus

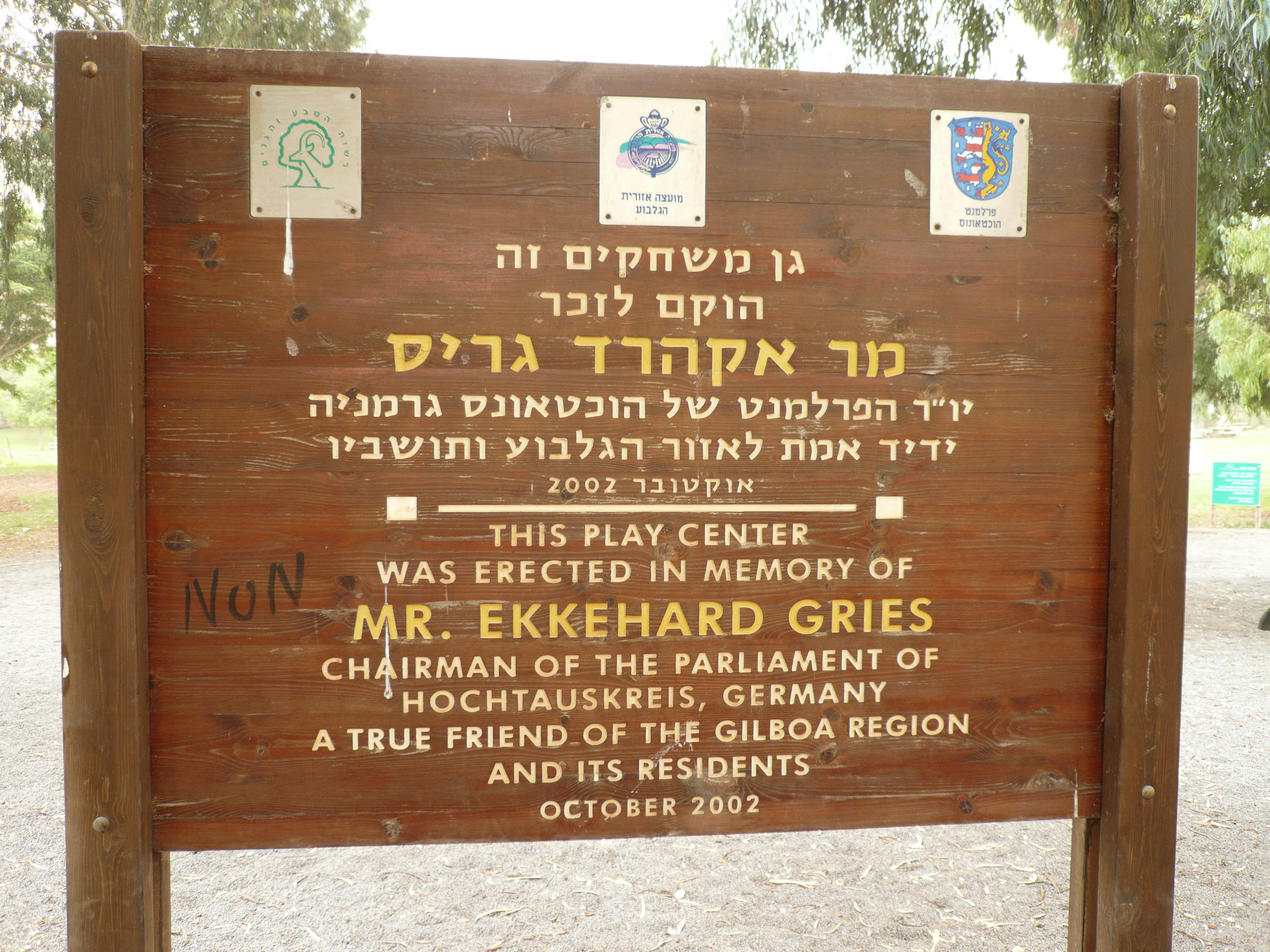
Gedenkstätte Ekkehard Gries in Gilboa

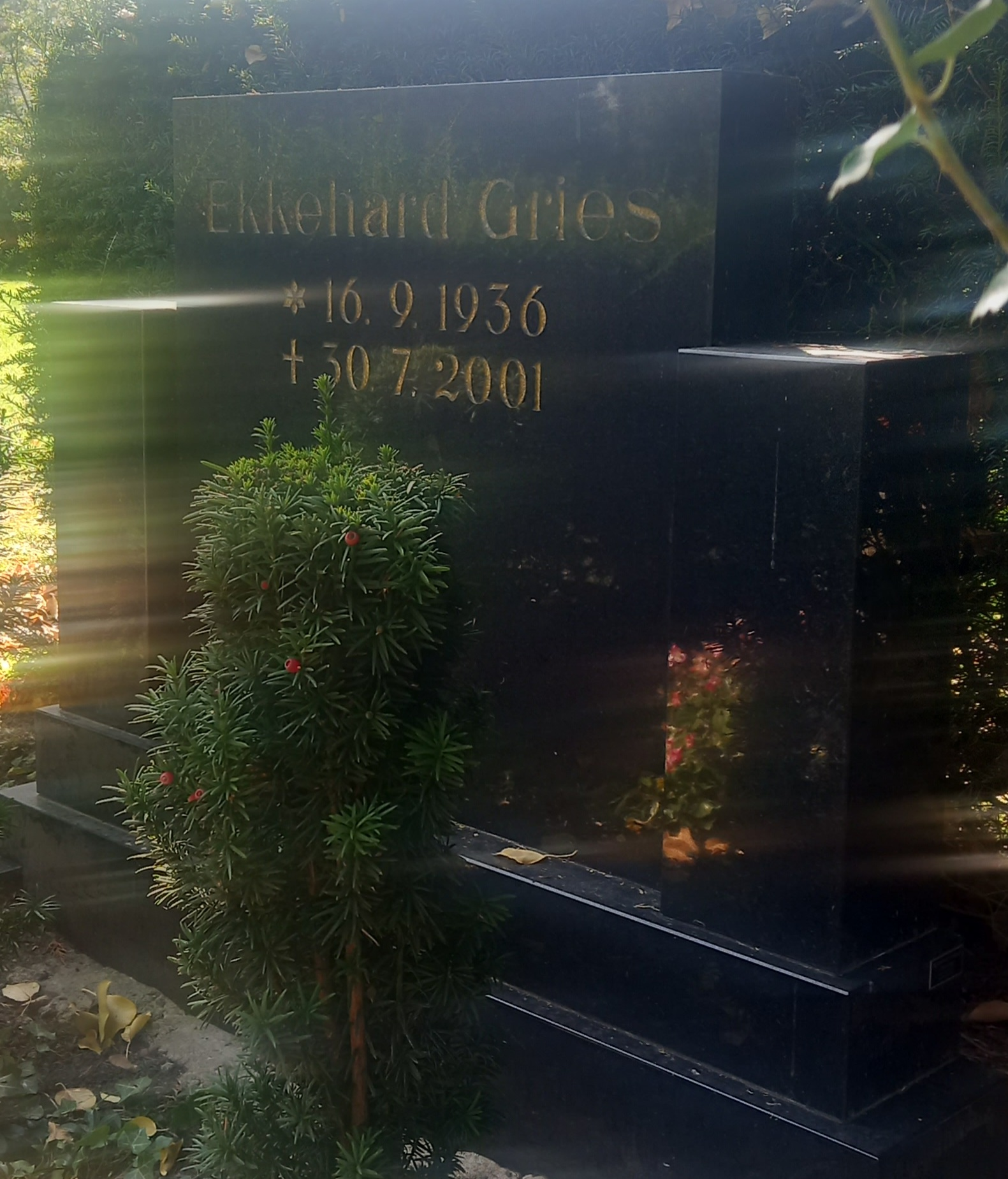
Das Grab von Ekkehard Gries auf dem Alten Friedhof in Oberursel

Ekkehard Gries (* 16. September 1936 in Eichenberg bei Witzenhausen; † 30. Juli 2001 in Bad Homburg) war ein deutscher Jurist und Politiker (FDP). Er war unter anderem Innenminister von Hessen.

## Leben und Beruf
Ekkehard Gries wurde als 1936 als Sohn von Ella Gries, geborene Biarers, und Otto Gries geboren. Nach dem Abitur 1956 in Göttingen nahm er ein Studium der Rechts- und Staatswissenschaft an der Georg-August-Universität Göttingen auf, das er 1961 mit dem ersten (am Oberlandesgericht Celle) und 1965 mit dem zweiten juristischen Staatsexamen (am Oberlandesgericht Frankfurt) beendete. Anschließend arbeitete er 1965 bis 1966 als Assessor beim Regierungspräsidenten in Kassel. Seit 1982 war er als Rechtsanwalt tätig. Er lebte in Wiesbaden, war katholisch, verheiratet mit Lieselotte Gries, geborene Hopfe, und hatte zwei Söhne (Markus und Michael).
Er gehörte dem Verwaltungsrat der Hessischen Landesbank in Frankfurt und der Nassauischen Sparkasse in Wiesbaden an. Zudem saß er im Aufsichtsrat des Flughafens Frankfurt, der Siedlungsgesellschaft Nassauische Heimstätte in Frankfurt und der HLT (Hessische Landesentwicklungs- und Treuhandgesellschaft mbH) in Wiesbaden.
Er wurde in Oberursel beigesetzt.

## Partei
Gries trat 1953 der FDP bei, hatte sich im gleichen Jahr den Deutschen Jungdemokraten (DJD) angeschlossen und war von 1964 bis 1968 Landesvorsitzender der DJD in Hessen. Von 1971 bis 1977 war er zunächst stellvertretender und von 1977 bis 1982 Landesvorsitzender der FDP Hessen.

## Abgeordneter
Gries war von 1964 bis 1966 Mitglied der Stadtverordnetenversammlung (Stadtverordneter) in der Stadt Witzenhausen, 1972/73 dann Stadtverordneter in der Stadt Oberursel und dort Vorsitzender der FDP-Fraktion. Er wurde 1968 in den Kreistag des Obertaunuskreises gewählt und war hier 1985/86 ebenfalls Vorsitzender der FDP-Fraktion. Von 1974 bis 1976 war Gries Mitglied der Verbandsversammlung der Regionalen Planungsgemeinschaften Untermain und des Parlaments des Umlandverbandes Frankfurt/Main. Von 1986 bis zu seinem Tode war er Kreistagsmitglied des Hochtaunuskreises. 1986 bis 2001 war er Kreistagsvorsitzender (obwohl die CDU die bei weitem stärkste Partei war). Bei der Landtagswahl in Hessen 1978 wurde er, der wie schon 1974 im Wahlkreis Hochtaunus I kandidiert hatte, über die FDP-Landesliste in den Hessischen Landtag gewählt, legte sein Mandat aber nieder, nachdem er bei der Neubildung der Regierung erneut zum Innenminister berufen worden war.
Von 1987 bis 1994 war Gries Mitglied des Deutschen Bundestages und dort verkehrspolitischer Sprecher der FDP-Fraktion. Er war in beiden Wahlperioden über die Landesliste der FDP Hessen ins Parlament eingezogen.
Gries war zeitweilig Mitglied im Kuratorium der Wolf-Erich-Kellner-Gedächtnisstiftung. Unterlagen zu seiner Tätigkeit für die FDP liegen im Archiv des Liberalismus der Friedrich-Naumann-Stiftung für die Freiheit in Gummersbach.

## Öffentliche Ämter
Gries war von 1966 bis 1971 Hauptamtlicher Stadtrat in Oberursel. 1971 wurde er als Ministerialdirigent Leiter der Zentralabteilung im Hessischen Ministerium für Wirtschaft und Technik. Von Dezember 1975 bis Oktober 1976 amtierte er als Staatssekretär beim hessischen Minister für Wirtschaft und Technik, Heinz-Herbert Karry.
Am 20. Oktober 1976 wurde Gries als Staatsminister des Innern in die von Ministerpräsident Holger Börner geführte Regierung des Landes Hessen berufen. In seine Amtszeit fiel unter anderem der Konflikt um den Ausbau der Startbahn 18 West des Frankfurter Flughafens, bei dem er für die Polizeieinsätze gegen gewalttätige Demonstranten aber auch gegen gewaltfrei protestierende Startbahngegner verantwortlich war. Nach der Ermordung Karrys wurde er am 12. Mai 1981 zusätzlich zum Stellvertretenden Ministerpräsidenten ernannt. Nach der Wahlniederlage der FDP bei den Landtagswahlen 1982 trat er am 28. September 1982 von seinem Ministeramt zurück.

## Ehrungen
1995 wurde er Ehrenvorsitzender der FDP Hessen. Das ehemalige Rathaus in Oberursel und heutige Polizeistation ist nach ihm benannt.